# Ylioppilaslehti
Ylioppilaslehti är en organisations- och nyhetstidning för finska högskolestuderande som sedan 1913 utges av Studentkåren vid Helsingfors universitet.
Vid sidan av allmänt kulturstoff i tidningen behandlas även högskolepolitik och -kultur. Under tiden mellan de båda världskrigen hade Ylioppilaslehti en utpräglat högerbetonad politisk profil; Akademiska Karelen-Sällskapet blev tongivande inom redaktionen redan i början av 1920-talet.
Tidningen har bland sina redaktörer och medarbetare räknat talrika personer som senare uppnått framträdande positioner i samhället; av dem kan nämnas bland andra Urho Kekkonen (chefredaktör 1927–1928), Ilmari Turja, Olavi Paavolainen och Arvo Salo (chefredaktör 1959–1961), som gick i spetsen för tidningens vänsterradikalisering på 1960-talet, samt Paavo Lipponen, som var redaktionssekreterare 1963–1967.
Sedan 2016 är studeranden Robert Sundman chefredaktör.